# Laguna de Yálova
La laguna de Yálova, Gialova o Divari, es un cuerpo de agua ubicado en Mesenia y en el extremo suroeste del Peloponeso, a unos 8 km al norte de Pilos, en el suroeste de Grecia continental. Junto con la bahía de Voidokiliá, es un área protegida de gran interés natural y cultural, cubriendo un área de aproximadamente 2.400 hectáreas. Sus aguas son salobres, su profundidad no excede un metro y en su área se desarrollan docenas de pequeños hábitats, incluyendo dunas de arena con tamariscos, marismas, bosques de cedros, prados verticales, playas de arena y canales fluviales.

## Ecología
La laguna de Yálova es considerada un paraíso para la vida silvestre, especialmente las aves migratorias, que hacen su primera parada aquí en su viaje desde África hasta el norte de Europa. Muchos mamíferos, reptiles, anfibios y peces tienen su hábitat aquí, principalmente el camaleón africano, que es una especie en peligro de extinción. Se cree que esta especie llegó al área durante el período romano, y se encuentra en otras partes del Mediterráneo, donde prevaleció la Pax Romana, especialmente en la península ibérica, Malta y Chipre.
Toda la zona, junto con la bahía de Navarino y la isla de Esfacteria, forma parte de la Red Natura 2000, mientras que a nivel nacional ha sido designada como Zona de Protección Especial con el código GR2550008 y como Sitio de la Comunidad con el código GR2550004.

Vista de la laguna de Yálova y de la playa de Voidokiliá desde el castillo antiguo de Navarino

## Sitio arqueológico
Asimismo, el área ha sido declarada zona de protección arqueológica, ya que tiene puntos únicos de interés arqueológico, como la tumba de Trasimedes en Voidokiliá, las ruinas del antiguo Pilos en Koryfasio, el Paliokastro o castillo antiguo de Navarino, y la cueva de Néstor. En la década de 1960, el entonces curador de antigüedades, N. Gialouris, excavó un cementerio helenístico en Yálova. Las excavaciones sacaron a la luz una serie de tumbas en forma de caja, que estaban intactas. Además del material esquelético muy interesante, las tumbas estaban llenas de reliquias, principalmente cerámica, pero también monedas, objetos de metal y joyas. Entre ellos, destaca una bolsa a prueba de balas, también conocida como "cantimplora", una caja de arcilla (colador), una pequeña bolsa hecha de loza, restos de pescaderías, etc. Los hallazgos de esas excavaciones ahora se encuentran en el Museo Arqueológico de Pilos.